# Elliðavatn
Elliðavatn is een meertje in de buurt van de IJslands hoofdstad Reykjavík met een oppervlakte van 1,8 km². Ten zuiden van het meer ligt het 2800 hectare grote natuurpark Heiðmörk met wandel- en fietspaden, kleine bossen en lavaformaties.
In 1928 bouwde de energiecentrale Rafmagnsveita Reykjavíkur er een dam, waardoor het oppervlak van het meertje aanzienlijk steeg. Bij de kleine energiecentrale bevindt zich een themamuseum.
Indien men vanaf Hveragerði komend via de Hellisheiði hoogvlakte naar Reykjavik rijdt, bevindt zich aan de linkerkant tussen de weg en het meer Rauðhólar, een reeks van pseudokraters die ca. 4600 jaar oud zijn. Helaas zijn een aantal van hen ten behoeve van de aanleg van het wegennet afgegraven.
Het meertje wordt door twee riviertjes gevoed die hun oorsprong in de Bláfjöll (Blauwe Bergen) hebben: de Bugða en de Suðurá. Omdat deze bergen vulkanisch van aard zijn, bevat het water aanzienlijke hoeveelheden zwavel. Desondanks komen in het meer grote hoeveelheden vis voor. De Elliðaá rivier voert het water verder naar zee af.